# ایمان مهدوی
ایمان مهدوی (انگلیسی: Iman Mahdavi؛ زادهٔ ۱۲ فوریهٔ ۱۹۹۵) یک کشتی آزادکار ایرانی است که به ایتالیا مهاجرت کرد و با تیم پناهندگان در بازی‌های المپیک تابستانی ۲۰۲۴ رقابت خواهد کرد.

## اوایل زندگی
ایمان مهدوی در ۱۲ فوریه ۱۹٨۵ در مازندران به دنیا آمد. او در استان مازندران بزرگ شد. و ساکن شهرستان رضوانشهر گیلان بود، و تمام دوران نوجوانی و جوانی خود را در رضوانشهر گذرانید،
پدرش کشتی‌گیر بود و همین باعث شد مهدوی از پانزده سالگی به این ورزش روی آورد. مهدوی هفت بار قهرمان نوجوانان کشور شد.
پدر مهدوی بعداً بر اثر حمله قلبی درگذشت، پس از اینکه به اشتباه به او اطلاع دادند که پسرش در یک تصادف رانندگی جان باخته است.
در اکتبر ۲۰۲۰، مهدوی مجبور به ترک ایران شد. او با پای پیاده از مرز ایران با ترکیه عبور کرد. بیست روز بعد، در ماه نوامبر، مهدوی به میلان، ایتالیا پرواز کرد و در آنجا درخواست پناهندگی کرد. در راه ایتالیا، او نمی‌دانست به کجا پرواز می‌کند و احساس خوش شانسی می‌کرد که به ایتالیا می‌رسد.

## حرفه
پس از ورود به ایتالیا، مهدوی تمرینات خود را در باشگاه لووتا کلاب سجیانو در پیولتلو آغاز کرد، که توسط دوستی که در اینستاگرام پیدا کرده بود به او توصیه شد. مربی او در آنجا، مارکو «پاپی» مورونی، همچنین به او کمک کرد تا به عنوان دربان نگهبان در یک باشگاه شبانه شروع به کار کند.
مربیان باشگاه به سرعت متوجه تکنیک پیشرفته و قدرت مهدوی شدند و همین باعث شد تا او را برای مسابقات تمرین دهند.
مهدوی در طول دوران کشتی خود در مسابقات زیر شرکت کرده است:
| سال  | مسابقه                     | محل برگزاری     | مقام    | رویداد                                         | توضیحات                                                                   |
| ---- | -------------------------- | --------------- | ------- | ---------------------------------------------- | ------------------------------------------------------------------------- |
| ۲۰۲۳ | قهرمانی کشتی اروپا         | زاگرب، کرواسی   | دوازدهم | ۷۹ کیلوگرم آزاد مردان                          |                                                                           |
| ۲۰۲۳ | مسابقات قهرمانی شهر ساساری | ساساری، ایتالیا | سوم     | ۷۹ کیلوگرم آزاد مردان                          | [ ۱۰ ]                                                                    |
| ۲۰۲۳ | جام لهستان ۲۰۲۳            | ورشو، لهستان    | پنجم    | ۷۹ کیلوگرم آزاد مردان                          | مسابقات آزاد مردان همچنین به عنوان یادبود واسلاو زیولکوفسکی شناخته می‌شود. |
| ۲۰۲۳ | قهرمانی کشتی جهان ۲۰۲۳     | بلگراد، صربستان | هیجدهم  | قهرمانی کشتی جهان ۲۰۲۳ – ۷۹ کیلوگرم آزاد مردان |                                                                           |
| ۲۰۲۴ | قهرمانی کشتی اروپا         | بخارست، رومانی  | دوازدهم | ۷۹ کیلوگرم آزاد مردان                          |                                                                           |

### المپیک تابستانی ۲۰۲۴
در ۲ مه ۲۰۲۴، مهدوی به عنوان یکی از سی و شش ورزشکاری که به تیم پناهندگان در بازی‌های المپیک در تیم پناهندگان در بازی‌های المپیک تابستانی ۲۰۲۴ می‌پیوندند، به ویژه در مسابقات کشتی در بازی‌های المپیک تابستانی ۲۰۲۴ – ۷۴ کیلوگرم آزاد مردان معرفی شد.